# ۹۸۶ (میلادی)
۹۸۶ (میلادی) نهصد و هشتاد و ششمین سال تقویم میلادی است.

## درگذشتگان
- ۲۵ مه – عبدالرحمن صوفی، ستاره‌شناس ایرانی